# Huashi (köpinghuvudort i Kina, Jiangsu Sheng, lat 31,83, long 120,46)
Huashi (kinesiska: 华士, 华士镇) är en köpinghuvudort i Kina. Den ligger i provinsen Jiangsu, i den östra delen av landet, omkring 160 kilometer öster om provinshuvudstaden Nanjing. Antalet invånare är 129 688. Befolkningen består av 63 093 kvinnor och 66 595 män. Barn under 15 år utgör 10,0 %, vuxna 15-64 år 80 %, och äldre över 65 år 8,0 %.
Runt Huashi är det mycket tätbefolkat, med 1 018 invånare per kvadratkilometer. Närmaste större samhälle är Jingang, 14,7 km norr om Huashi. Trakten runt Huashi består till största delen av jordbruksmark.
Genomsnittlig årsnederbörd är 1 488 millimeter. Den regnigaste månaden är juli, med i genomsnitt 228 mm nederbörd, och den torraste är januari, med 46 mm nederbörd.